# 얼굴신경 턱두힘살근가지
얼굴신경의 턱두힘살근가지(digastric branch of facial nerve)는 붓꼭지구멍(stylomastoid foramen) 가까이에서 시작하여 여러 미세한 신경섬유로 나뉜다. 이 신경섬유들은 턱두힘살근의 뒤힘살(posterior belly of digastric muscle)에 분포하며, 이 섬유들 중 한 섬유는 혀인두신경(glossopharyngeal nerve)으로 합류한다.

## 참고 문헌
이 문서는 현재 퍼블릭 도메인에 속하는 그레이 해부학 제20판(1918) page 905의 내용을 기초로 작성된 글이 포함되어 있습니다.